# Bolephthyphantes
Bolephthyphantes Strand, 1901 è un genere di ragni appartenente alla famiglia Linyphiidae.

## Distribuzione
Le tre specie oggi note di questo genere sono state rinvenute nella regione paleartica e in Groenlandia.

## Tassonomia
Rimosso dalla sinonimia con Bolyphantes C. L. Koch, 1836, a seguito di un lavoro degli aracnologi Saaristo & Tanasevitch (1996b); oggettive considerazioni su questa rimozione sono però state pubblicate solo in un loro successivo studio del 2000.
Dal 2001 non sono stati esaminati esemplari di questo genere.
A dicembre 2012, si compone di tre specie:
- Bolephthyphantes caucasicus (Tanasevitch, 1990) — Repubblica Ceca, Russia
- Bolephthyphantes index (Thorell, 1856)[3] — Groenlandia, Regione paleartica
- Bolephthyphantes indexoides (Tanasevitch, 1989) — Asia centrale